# Presa de Los Toranes
La presa de Los Toranes se sitúa en el municipio de Albentosa en la provincia de Teruel, España.
Se construyó en el año 1943 en el cauce del río Mijares, sobre una superficie de 8 ha y con una capacidad máxima de 0,5 hm³. La obra fue construida mediante una presa de gravedad con una altura de 17 m y una longitud en coronación de 30 m.
En esta presa se aprovecha la diferencia de altitudes y el encajonamiento del río para la producción de energía eléctrica.
Esta presa pertenece al área de competencia de la Confederación Hidrográfica del Júcar. Se trata de una concesión de aprovechamiento que fue a favor del grupo Iberdrola hasta su extinción por el trascurso del plazo de concesión el 26 de noviembre de 2020.
A finales de 2020 se hizo público que el Ministerio para la Transición Ecológica había determinado el desmantelamiento completo de la central hidroeléctrica y la presa, provocando una polémica en los pueblos de la zona.